# Bolboceratex transvaalicus
Bolboceratex transvaalicus är en skalbaggsart som beskrevs av Rudolph Petrovitz 1974. Bolboceratex transvaalicus ingår i släktet Bolboceratex och familjen Bolboceratidae. Inga underarter finns listade.